# Steinrausch (Saarlouis)
Der Steinrausch ist ein Stadtteil der Kreisstadt Saarlouis im Saarland und hat rund 4200 Einwohner (Stand Juni 2006).

## Geschichte
- In vorchristlicher Zeit keltische Siedlung. Überreste dieser Siedlung wurden vor Beginn der Bauarbeiten katalogisiert und vermessen.
- Ab 1962 wurde das auf dem Reißbrett entworfene Wohngebiet Steinrausch auf den Gemarkungen von Roden und Fraulautern aufgebaut, um Wohnraum für die Beschäftigten des in der Nähe entstehenden Ford-Werkes Saarlouis zu schaffen. 1967 wurde das erste Haus (Kurt-Schumacher-Allee) fertiggestellt.
- 1972 wurde der Steinrausch ein eigener Stadtteil (Saarlouis 8).

## Wissenswertes
Bis Mitte der 1970er Jahre gab es nur die Kurt-Schumacher-Allee als Anbindung an den Stadtteil Roden. Um das Industriegebiet Röderberg zu erreichen, mussten erhebliche Umwege in Kauf genommen werden. Erst dann wurde die Teilhard-de-Chardin-Allee fertiggestellt und so eine zweite Anbindung an Roden (Saarwellinger Straße), den Röderberg und die Sägemühle geschaffen.
Mitte der 1980er Jahre wurde (nach dem Kabel-Pilotprojekt Ludwigshafen am Rhein) schon sehr frühzeitig Kabelfernsehen von der Deutschen Bundespost eingeführt. Vorher war der Empfang nur über sogenannte Sammelantennen möglich (Standorte: Kurt-Schumacher-Allee und Max-Planck-Straße), da ein individuelles Aufstellen von Antennen aus Gründen der Ästhetik nicht erlaubt war.
Die Kabelkopfstation für den Satellitenempfang befand sich im Ölwerkweg (Fraulautern), die terrestrisch empfangenen Signale für UKW-Rundfunk- sowie TV-Sender aus Frankreich und Luxemburg wurden von einem 50 Meter hohen Betonmast empfangen, der am alten Freibad steht.
Die Kabelkopfstation im Ölwerkweg wurde Mitte der 1990er auf Grund hoher Kosten (Heizung der Parabolantennen im Winter) stillgelegt und die per Satellit empfangenen Programme wurden per Richtfunk von der Kabelkopfstation in Lebach herbeigeführt. Hierzu wurde auf dem Antennenmast am Freibad eine Richtfunkantenne installiert. Mittlerweile beherbergt der Antennenmast auch GSM/LTE Umsetzer sowie Relaisanlagen für den digitalen Behördenfunk.
Ebenso wurde bei der Planung Wert darauf gelegt, dass die Telefon- bzw. Stromversorgung unterirdisch verlegt wurde. Auch war (und ist teilweise noch) das ausschließliche Heizen mit fossilen Brennstoffen (Holz, Kohle, Gas, Öl) nicht gestattet. Auch heißes Wasser konnte nur mit Durchlauferhitzern oder elektrischen Boilern bereitet werden.
Erwähnenswert ist die ehemalige Bauruine in der heutigen Berliner Allee. Ein Anfang der 1970er Jahre nicht fertiggestellter Hochhausbau verunstaltete jahrelang das Stadtbild. Erst mit der Errichtung des Einkaufszentrums wurde der Bau (niedriger als ursprünglich vorgesehen) fertiggestellt.
Alle Häuser waren bis Anfang der 1990er Jahre mit Nachtspeicherheizungen ausgestattet. Hierfür gab es spezielle, günstige Stromtarife (Nachttarife). Mit Fertigstellung der Zentralkokerei Saar in Dillingen/Saar wurde der Steinrausch flächendeckend mit Fernwärme versorgt, durch Subventionen als Anreiz ließen viele Bewohner ihre Nachtspeicherheizungen entsorgen (asbesthaltig) und Fernwärmeheizungen installieren.
Mittlerweile liegt der Anteil der Haushalte mit Fernwärme bei über 90 Prozent. Auch das Freibad wird mit Fernwärme geheizt.
Das Freibad Steinrausch ersetzte das alte Rodener Freibad, das Anfang der 1970er Jahre geschlossen wurde; Reste dieses Schwimmbads waren bis Mitte der 1980er Jahre in der Schwimmbadstraße in Roden zu sehen.
Seit Mitte der 1980er bis 2012 fand regelmäßig im September das zweitägige Steinrauschfest statt. Veranstalter war die Ortsinteressengemeinschaft OIG Steinrausch e. V. sowie eine Partei. Anfangs war der Festplatz am Einkaufszentrum, später zwischen Grundschule und Steinrauschhalle. Einmal fand das Fest auf der „Steinrauscher Festwiese“ statt, was aber bei den Besuchern auf Grund der unattraktiven Lage nicht gut ankam. Das Fest fiel mehrere Male wegen Unstimmigkeiten ganz aus, hat sich mittlerweile aber etabliert.
In der Steinrauschhalle befand sich ein Hotelbetrieb, der überwiegend von Monteuren genutzt wurde. Der Hotelbetrieb wurde Ende der 1990er Jahre offiziell eingestellt.
Der westliche Teil des Steinrauschs ist von einer Westwall-Linie durchzogen. Zeugnis davon geben insgesamt vier gepanzerte Kuppeln, die den Zweiten Weltkrieg nahezu unbeschadet überstanden haben. Auch befindet sich auf dem Galgenberg noch ein ehemaliges Wasserreservoir, das bis in die 1920er Jahre den Stadtteil Roden mit Wasser versorgte. Der Zugang zu dem Wasserreservoir und Teilen der Westwallanlage war bis Anfang der 1980er Jahre offen, wurde dann aber aus Sicherheitsgründen zugeschüttet. Der Name Steinrausch rührt von der früheren landwirtschaftlichen Nutzung durch Bauern aus Roden, Fraulautern und Saarwellingen. Da der Boden sehr steinhaltig ist „rauschten“ die Steine unter dem Pflug wenn die Felder beackert wurden.

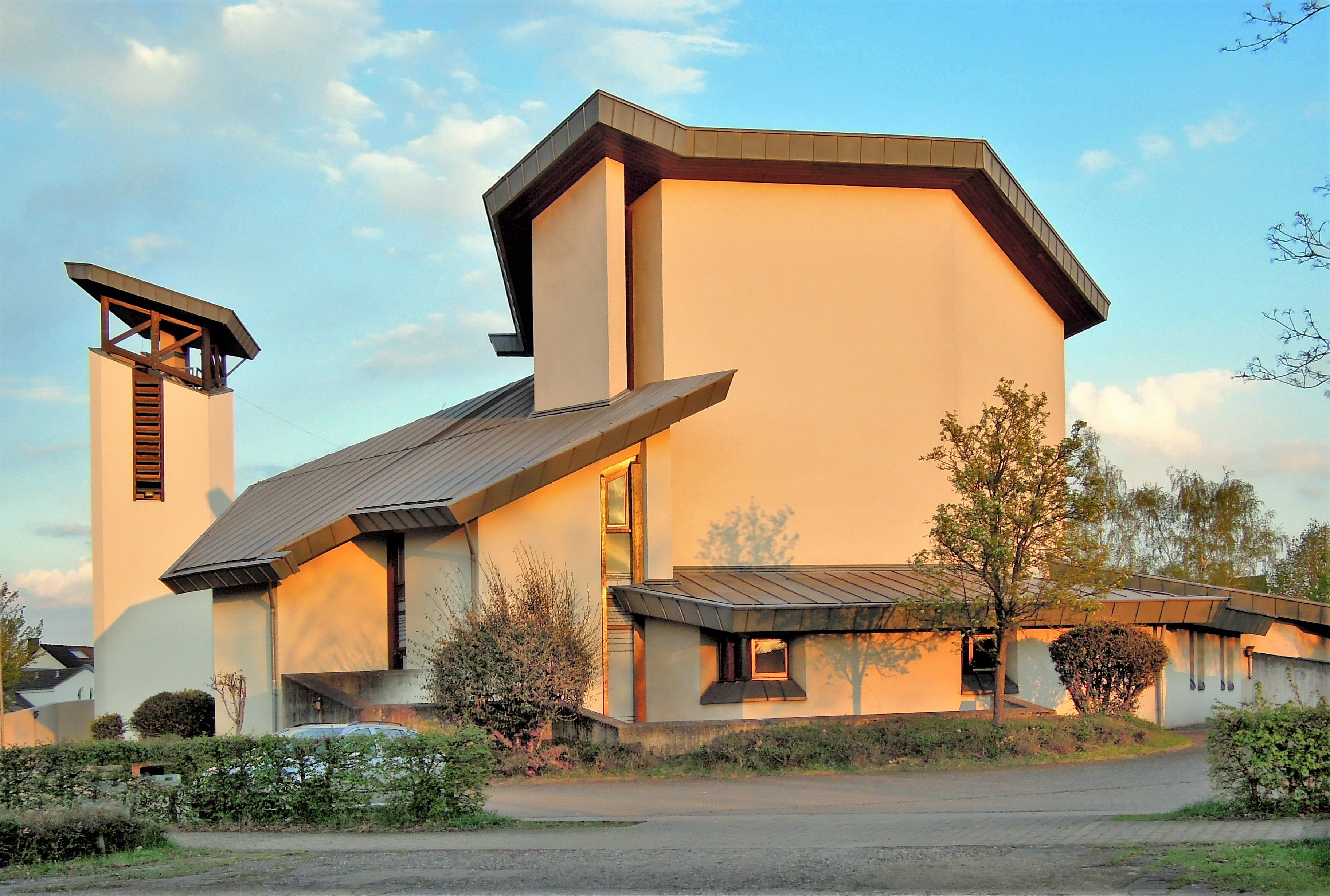
Katholische Kirche Sankt Johannes

Da Steinrausch vom Architekten Reichow mit geplant worden ist, gehört sie zu einer Reihe von Städten und Siedlungen, die durch die Hans-Bernhard-Reichow-Gesellschaft, einem in der ostwestfälischen Sennestadt ansässigen Verein, erforscht werden. In gemeinsamen Kooperationen strebt diese unter anderem auch an, Projekte zum Erhalt historischer Bausubstanz und Modernisierungsmaßnahmen unter den besagten Gemeinden zu entwickeln und durchzuführen.

## Soziale Einrichtungen
Auf dem Steinrausch befinden sich ein Spaßbad, eine Judohalle, eine Mehrzweckhalle, vier Kirchen (römisch-katholisch, evang., freie evang., Zeugen Jehovas), eine Grundschule, zwei Kindergärten, das Feuerwehrhaus des Löschbezirks Ost der Freiwilligen Feuerwehr Saarlouis und im Kern ein Einkaufszentrum mit verschiedenen Geschäften, Ärzten und anderen Dienstleistern. Bis Ende der 1980er Jahre hatte die kath. Kirchengemeinde lediglich eine Notkirche (Barackenbau aus Holz) mit einer kleinen Leihbücherei zur Verfügung. Diese wurde abgerissen, nachdem in unmittelbarer Nähe die Pfarrkirche St. Johannes mit Gemeindezentrum neu errichtet wurde.

### Sonnenbad
Das 2002 neu eröffnete Freibad besitzt eine Gesamtwasserfläche von 1924 m², aufgeteilt in vier Becken: Sport- und Schwimmerbecken, Mehrzweckbecken, Sprungbecken und Kinderbecken. Darüber hinaus stehen u. a. eine große Liegewiese, ein Beachvolleyballfeld, eine Tischtennisplatte und viele Wasserelemente wie zwei Rutschen, ein Wasserpilz, ein Strömungskanal zur Verfügung. Des Weiteren gibt es einen kleinen Kiosk mit angeschlossener Terrasse.
Das alte Steinrauschbad wurde etwa 1970 erbaut und bestand aus einem Haupthaus mit Umkleiden, Duschen und Toiletten, sowie aus zwei angebauten Gebäuden, einer Erste-Hilfe-Zentrale und einer Technikzentrale.
Das Haupthaus wurde von 2008 an abgerissen, die beiden anderen Gebäude, in denen sich heute die DLRG und der Judoclub Ford Saarlouis e. V. befindet, blieben erhalten. Auf dem Gelände der alten Becken und des Haupthauses entstanden ein großer Parkplatz, sowie ein Fußweg zum neuen, benachbarten Bad hin. Das alte Steinrauschbad, welches im Allgemeinen als Freibad Steinrausch bezeichnet wurde, war deutlich größer als das heutige.

## Statistische Daten

### Einwohner
Die Einwohnerzahl liegt mit Stichtag 30. Dezember 2006 bei 4188 bei 5 % Ausländeranteil. 16 % der Bevölkerung sind Jugendliche, 26 % Senioren und 53 % sind Erwachsene.

### Wahlergebnisse
Der Steinrausch besteht aus den Saarlouiser Wahlbezirken 316, 317, 318 und B6 (Briefwahl). Bis zur Kommunal- und Europawahl von 2014 hatte die CDU tendenziell eine Mehrheit vor der SPD.

## Persönlichkeiten
- Roland Henz (1949–2017), Oberbürgermeister (SPD) der Kreisstadt Saarlouis